# 이시바시 내각
이시바시 내각(일본어: 石橋内閣)은  이시바시 단잔가 제55대 내각총리대신으로 임명되어, 1956년 12월 23일부터 1957년 2월 25일까지 존재한 일본의 내각이다.
각료 인선이 늦었기 때문에 오전 11시에는 이시바시의 친임식을 거행한 후 단독으로 내각을 탄생시키면서 내각 조성 작업이 끝난 뒤인 오후 8시 50분에 국무대신의 임명과 인증을 단행했다.

## 각료
- 내각총리대신 - 이시바시 단잔
- 법무대신 - 이시바시 단잔(임시 대리) / 나카무라 우메키치(1956년 12월 23일 ~ )
- 외무대신 - 이시바시 단잔(임시 대리) / 기시 노부스케(1956년 12월 23일 ~ )
- 대장대신 - 이시바시 단잔(임시 대리) / 이케다 하야토(1956년 12월 23일 ~ )
- 문부대신 - 이시바시 단잔(임시 대리) / 나다오 히로키치(1956년 12월 23일 ~ )
- 후생대신 - 이시바시 단잔(임시 대리) / 간다 히로시(1956년 12월 23일 ~ )
- 농림대신 - 이시바시 단잔(임시 대리) / 이데 이치타로(1956년 12월 23일 ~ )
- 통상산업대신 - 이시바시 단잔(임시 대리) / 미즈타 미키오(1956년 12월 23일 ~ )
- 운수대신 - 이시바시 단잔(임시 대리) / 미야자와 다네오(1956년 12월 23일 ~ )
- 우정대신 - 이시바시 단잔(임시 대리) / 이시바시 단잔(겸무, 1956년 12월 23일 ~ ) / 히라이 다로(1956년 12월 27일 ~ )
- 노동대신 - 이시바시 단잔(임시 대리) / 마쓰우라 슈타로(1956년 12월 23일 ~ )
- 건설대신, 수도권정비위원회 위원장 - 이시바시 단잔(건설대신 임시 대리, 위원장 사무 취급) / 난조 도쿠오(1956년 12월 23일 ~ )
- 행정관리청 장관, 국가공안위원회 위원장 - 이시바시 단잔(사무 취급) / 오쿠보 도메지로(1956년 12월 23일 ~ )
- 홋카이도 개발청 장관 - 이시바시 단잔(사무 취급) / 가와무라 마쓰스케(1956년 12월 27일 ~ )
- 자치청 장관 - 이시바시 단잔(사무 취급) / 다나카 이사지(1956년 12월 23일 ~ )
- 방위청 장관 - 이시바시 단잔(사무 취급) / 기시 노부스케(1956년 12월 31일 ~ ) / 고다키 아키라(1957년 2월 2일 ~ )
- 경제기획청 장관, 과학기술청 장관 - 이시바시 단잔(사무 취급) ／ 우다 고이치(1956년 12월 23일 ~ )
- 내각관방장관 - 이시다 히로히데
  - 내각법제국 장관 - 하야시 슈조
  - 내각관방부장관(정무) - 기타자와 나오키치
  - 내각관방부장관(사무) - 다나카 에이이치

## 정무 차관
1957년 1월 30일 임명.
- 법무 정무 차관 - 마쓰다이라 이사오
- 외무 정무 차관 - 이노우에 세이이치
- 대장 정무 차관 - 아다치 도쿠로
- 문부 정무 차관 - 이나바 오사무
- 후생 정무 차관 - 나카가키 구니오
- 농림 정무 차관 - 야기 이치로
- 통상 산업 정무 차관 - 하세가와 시로
- 운수 정무 차관 - 후쿠나가 가즈오미
- 우정 정무 차관 - 이토 이와오
- 노동 정무 차관 - 이요쿠 요시오
- 건설 정무 차관 - 오자와 규타로
- 행정 관리 정무 차관 – 구스미 세이고
- 홋카이도 개발 정무 차관 - 나카야마 에이이치
- 자치 정무 차관 - 가토 세이조
- 방위 정무 차관 - 다카하시 히토시
- 경제 기획 정무 차관 - 이무라 도쿠지
- 과학 기술 정무 차관 – 아키타 다이스케

## 그 외
- 이시바시 총리는 취임한 지 얼마되지 않아 갑작스런 병에 걸렸기 때문에 기시 노부스케에게 자유민주당 총재직을 양보하면서 2개월 만에 총리직에서 물러났다. 재임 65일은 히가시쿠니노미야 내각, 제3차 가쓰라 내각, 하타 내각에 뒤를 이은 네 번째의 단명 내각이었다.
- 내각총리대신이 국회에서 단 한번도 답변이나 연설을 하지 않았던 내각은 일본국 헌법하에서의 이시바시 내각이 유일하다.[1]

## 참고 문헌
- 하타 이쿠히코 편 《일본 관료제 종합 사전 : 1868 ~ 2000》(도쿄 대학 출판회, 2001년)